# Movitá věc
Movitá věc je každá věc v právním smyslu, která není nemovitou.
Do roku 2014 šlo podle § 119 občanského zákoníku z roku 1964 o všechny hmotné věci kromě pozemků a staveb spojených se zemí pevným základem. Nový občanský zákoník je vymezil ve svém § 498 odlišně; stále jimi jsou věci, jež nelze zahrnout do definice věci nemovité, ale nově už jejich podstata může být i nehmotná (např. práva), protože jde o vymezení věci v právním slova smyslu. Výjimkou jsou části lidského těla, které věcí v tomto smyslu nejsou, ledaže jde podle § 112 občanského zákoníku o vlasy či jiné části, které lze bezbolestně odejmout a které se přirozeně obnovují.